# Natko Devčić
Natko Devčić, hrvaški skladatelj, * 30. junij 1914, Glina, † 4. september 1997, Zagreb.
Glasbo je študiral na zagrebški glasbeni akademiji, kasneje se je izpopolnjeval tudi v tujini (Pariz, Dunaj, Darmstadt, New York).
Na zagrebškem konservatoriju je bil tudi profesor glasbene teorije.

## Delo
Njegovo najbolj znano delo je leta 1946 spisana Istrska suita. Znana je tudi njegova opera v dveh dejanjih Labinska čarovnica (1957).